# Balai-Balai
Balai-Balai is een bestuurslaag in het regentschap Padang Panjang van de provincie West-Sumatra, Indonesië. Balai-Balai telt 5233 inwoners (volkstelling 2010).